# Johann Gottfried Schicht
Johann Gottfried Schicht (ur. 29 września 1753 w Bogatyni, zm. 16 lutego 1823 w Lipsku) – niemiecki kompozytor, dyrygent i pianista.

## Życiorys
Uczył się w Żytawie u Johanna Triera. W 1776 roku wyjechał do Lipska, gdzie podjął studia prawnicze na tamtejszym uniwersytecie. Poznał tam Johanna Adama Hillera i występował jako skrzypek w organizowanych przez niego koncertach. W latach 1781–1785 występował z Gewandhausorchester, a w 1785 roku jako następca Hillera został jej dyrygentem. W 1802 roku założył w Lipsku Singakademie, którą prowadził do 1807 roku. Od 1808 roku był dyrektorem muzycznym Uniwersytetu Lipskiego. W 1810 roku objął po Auguście Eberhardzie Müllerze stanowisko kantora w kościele św. Tomasza.
Napisał oratoria Die Feier der Christen auf Golgotha, Moses auf Sinai i Das Ende des Gerechten, 4 Te Deum, ponadto msze, kantaty, motety, psalmy, Koncert fortepianowy, sonaty i capriccia na fortepian. Po śmierci Schichta jego twórczość popadła w zapomnienie. Opublikował pracę Grundregeln der Harmonie nach dem Verwechslungssystem (Lipsk 1812).
Jego żoną była włoska śpiewaczka Costanza Valdesturla.